# Tapinoma luffae
Tapinoma luffae är en myrart som först beskrevs av Kurian 1955.  Tapinoma luffae ingår i släktet Tapinoma och familjen myror. Inga underarter finns listade i Catalogue of Life.